# 田螺長者
田螺長者（たにしちょうじゃ）は、日本の伽話の一つ（異類婚姻譚）。別題は田螺息子（たにしむすこ）。来歴は不明。

## あらすじ
子供のない老夫婦が子供を恵んでくださるよう村はずれの観音様に祈ると、老婆に子供ができた。しかし、生まれた子供は人間ではなく田螺だった。それでも老夫婦は観音様からの授かりものとして、大切に育てることにした。
ある日、ふとしたきっかけで、田螺が馬の耳元（あるいは耳の中）から馬に囁くことで、自在に馬を操る才能があることが分かり、以後馬による荷運びを手伝うようになる。そのことが評判になり村の庄屋が話を聞き知るようになった。
庄屋は田螺の出自を知ると、観音様のご利益にあやかりたいと思い、田螺と自分の娘を夫婦にする。信心深い娘は、田螺との結婚を嫌がることもなく、円満に暮らし始める。
その後、ある夏祭りの日に夫婦で観音様にお参りに行った帰りに、烏に襲われる。その弾みで殻が割れてしまうが、中から普通の大きさの人間の男になった（元）田螺が現れる。それから（元田螺）夫婦と老夫婦は末永く幸せに暮らしたという。

### 小さい子
田螺の殻に入った、無口で小さい人間だったという異説も存在する。

### 意地悪な姉
田螺との縁談を妹に押し付けた姉が、幸福そうな妹の様子に嫉妬して烏をけしかけたとする異説も存在する。

### その他の説
田螺の方から呼びかける例、子になるべき田螺を野外で偶然発見する例など。また田螺でなくカタツムリ（新潟・群馬）カエル（九州）サザエ（鳥取・岡山）ナメクジ（島根）などの例が存在する。また人間への変化も殻の破壊、湯または水による変化、参詣による変化などがある。　いずれにせよ水神的性格を持つ田螺のシンボルからの変異であり一寸法師にも似た話である。婚姻による富を得て次に人間への転化を図るなど、つねに貧しさを克服し富を希求するテーマが貫かれている。